# The Next Episode
«The Next Episode» es una canción de Dr. Dre lanzado en julio de  2000 como tercer sencillo de su segundo álbum de estudio 2001, que fue grabado en 1999. Cuenta con la colaboración de Snoop Dogg, Nate Dogg y Kurupt (los dos últimos no acreditados). El álbum de Snoop Dogg de 1993, Doggystyle, contenía una pista llamada «Tha Next Episode», que finalmente no se incluyó en la versión final.

## Lanzamiento y promoción
En la versión editada (clean) y en el video musical se censuran las palabras soeces, al igual que en los demás cortes del álbum, aunque en la introducción de Snoop Dogg se cambia la letra por "it's the one and only D-O double G". El video musical es dirigido por Paul Hunter.
En octubre de 2014, el DJ y productor neerlandés San Holo lanzó un remix al canal de YouTube Trap Nation, dicho video cuenta actualmente con +800 millones de vistas.

## Rendimiento comercial
Fue el tercer sencillo de 2001 y alcanzó el número 23 en el Billboard Hot 100. Se vendieron 146 570 ejemplares entre 2001 y 2002 en el Reino Unido, de acuerdo con Chartfacts. Esta canción es la más descargada de Dr. Dre en iTunes. La base es un sample de «The Edge» de David McCallum.

## Lista de canciones
1. "The Next Episode" (versión LP)
2. "Bad Guys Always Die" (con Eminem)
3. "The Next Episode" (instrumental)

## Posicionamiento en listas

### Listas semanales
| Listas (2000)                               | Mejor posición |
| ------------------------------------------- | -------------- |
| Alemania (Offizielle Deutsche Charts)       | 34             |
| Austria (Ö3 Austria Top 40)                 | 56             |
| Bélgica (Flandes) (Ultratip Bubbling Under) | 6              |
| Bélgica (Valonia) (Ultratip Bubbling Under) | 9              |
| Escocia (Scottish Singles Sales Chart)      | 7              |
| Estados Unidos (Billboard Hot 100)          | 23             |
| Estados Unidos (Hot R&B/Hip-Hop Songs)      | 11             |
| Estados Unidos (Hot Rap Songs)              | 9              |
| Estados Unidos (Rhythmic)                   | 2              |
| Estados Unidos (Radio Songs)                | 6              |
| Francia (SNEP)                              | 22             |
| Irlanda (IRMA)                              | 11             |
| Países Bajos (Mega Single Top 100)          | 26             |
| Reino Unido (UK R&B Chart)                  | 2              |
| Reino Unido (UK Singles Chart)              | 3              |
| Reino Unido (UK Dance Chart)                | 13             |
| Suiza (Schweizer Hitparade)                 | 34             |

### Listas de fin de año
| Listas (2000)                      | Posición |
| ---------------------------------- | -------- |
| Estados Unidos (Billboard Hot 100) | 76       |
| Estados Unidos (R&B/Hip-Hop Songs) | 49       |
| Listas (2001)                      | Posición |
| Irlanda (IRMA)                     | 75       |
| Reino Unido (UK Singles Chart)     | 79       |
| Reino Unido (Urban Music Week)     | 40       |